# Équipe des États-Unis de football américain
L'équipe des États-Unis de football américain représente la Fédération des États-Unis de football américain (USA Football) lors des compétitions internationales, telle la Coupe du monde de football américain depuis 2007.
Après avoir boudé les deux premières éditions du rendez-vous mondial, les Américains sont qualifiés pour participer à la phase finale de la Coupe du monde en juillet 2007 au Japon.
L'équipe américaine est principalement constituée de joueurs ou ex-joueurs de la NCAA. Pour leur entrée dans cette épreuve, les Américains enlèvent le titre au terme d'une finale serrée face aux Japonais, 20-23.

## Palmarès
Coupe du monde de football américain
- 1999 : non inscrit
- 2003 : non inscrit
- 2007 :  Médaille d'or. Vainqueur du Japon en finale 20-23.
- 2011 :  Médaille d'or. Vainqueur du Canada en finale 50-7.
- 2015 :   Médaille d'or. Vainqueur du Japon en finale 59-12.

## Sources
- (it) Encyclopédie du football américain sur le site warriorsbologna.it